# مطالعه (هنر)

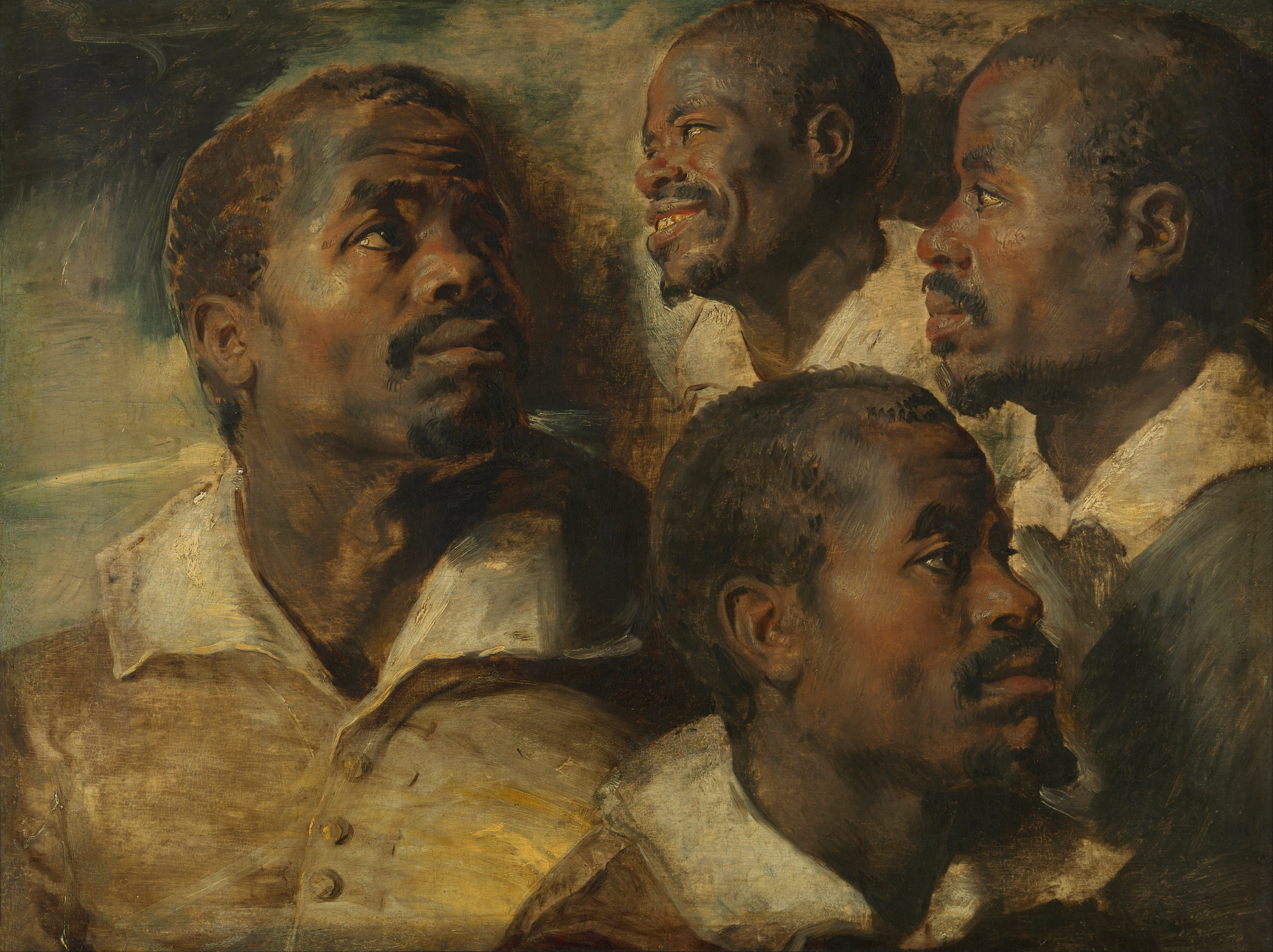
پیر پل روبن، چهار «مطالعه» دربارهٔ سر یک مورو

در هنر، مطالعه یا اتود، یک طراحی یا نقاشی است که حین تکمیل یک اثر پرکارتر از یک کروکی یا یک پیش‌طرح ساخته شده‌است. در واقع هدف آن پیدا کردن بهترین نوع نمایش بخشی دشوار از کار، یا یادگیری تکنیکی یا موضوعی جدید است.

## شرح
مطالعه‌ها برای درک مشکلات مربوط به پیاده‌سازی سوژه‌ها و پیش‌بینی عناصری که در کارهای پایانی باید استفاده شوند استفاده می‌شوند، مانند نور، رنگ، شکل، چشم‌انداز و ترکیب. مطالعه‌ها می‌توانند با تغییرات اصول زیبایی شناختی، تأثیر بیشتری نسبت به اثری که هنرمند در ابتدا قصد خلق داشته، در بیننده ایجاد کنند. این کشفیات می‌توانند یک مطالعه را جاودانه کنند.
بخشی از اولین هنرهای مفهومی قرن بیست از مطالعه‌ها الهام گرفته‌اند، جایی که روش خلاقیت خود به موضوع تبدیل می‌شود.

## تاریخچه
مطالعه‌ها به دوره رنسانس ایتالیا برمی‌گردند که مورخان هنر برخی از مطالعه‌های میکل آنژ را حفظ کرده‌اند. به‌طور خاص، مطالعه او برای سیبیل لیبیایی در سقف کلیسای سیکستین براساس یک مدل مرد است، اگرچه تابلوی نقاشی تمام شده یک زن است. این جزئیات به آشکارسازی فرایندها و تکنیک‌های بسیاری از هنرمندان کمک می‌کند.

مطالعه‌ها
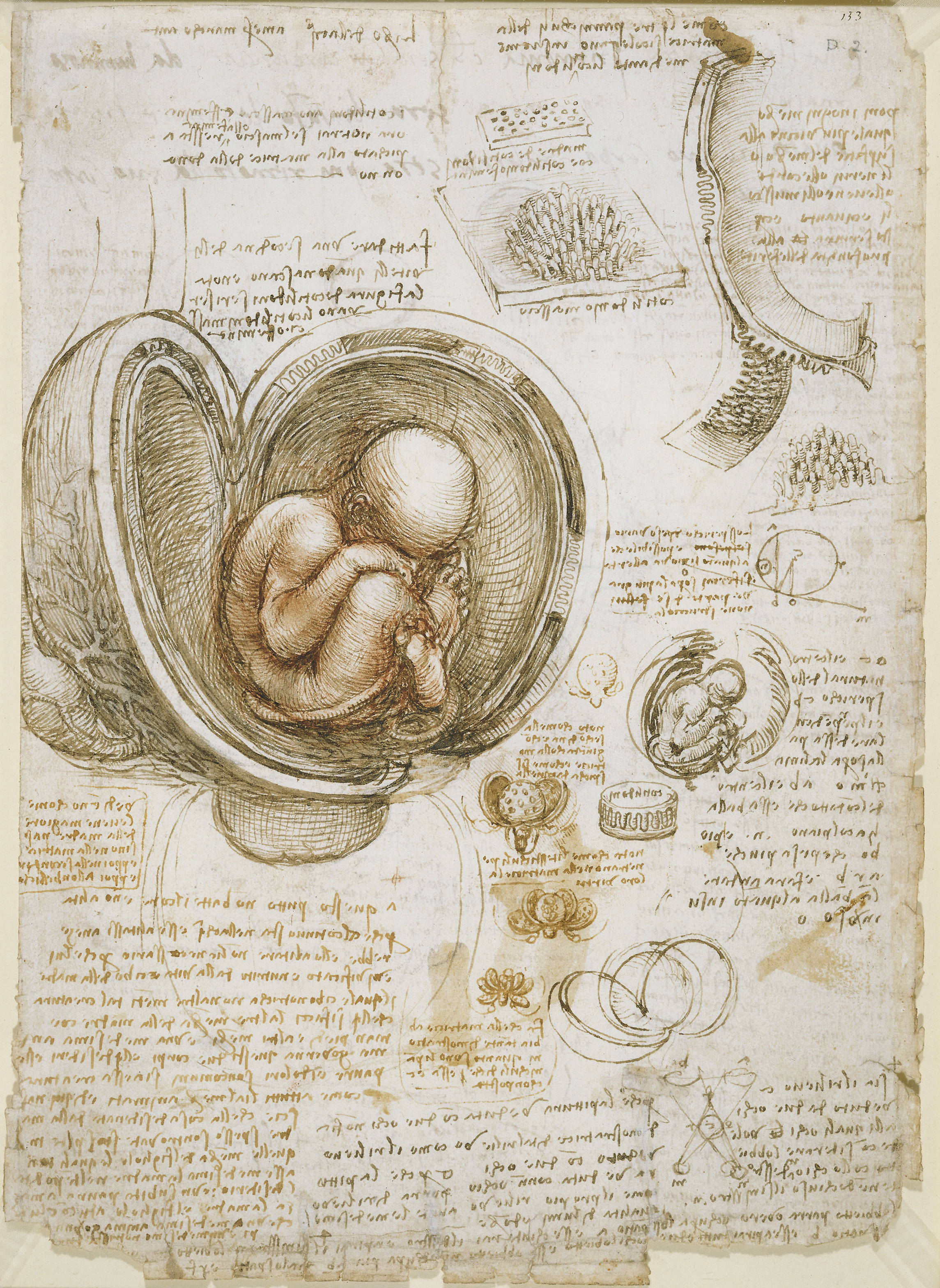
مطالعه لئوناردو داوینچی در مورد جنین ، پ. ۱۵۱۰-۱۵۱۳.
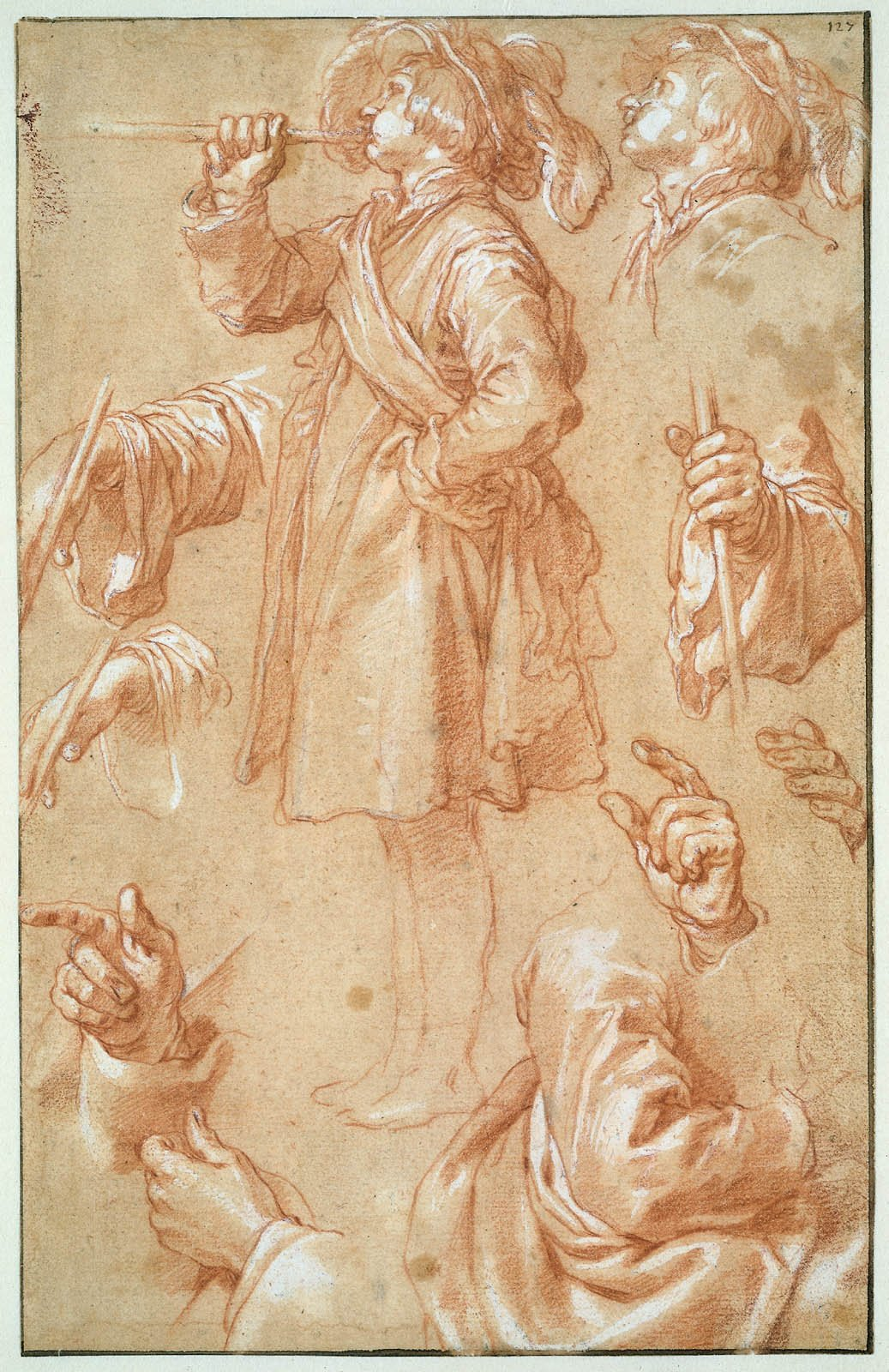
مطالعه آبراهام بلومرت ، ca. 1626
رئیس Minerva , Elihu Vedder ، ۱۸۹۶ ، مطالعه مقدماتی ، روغن روی بوم ، الگو:Dunité سانتی متر .
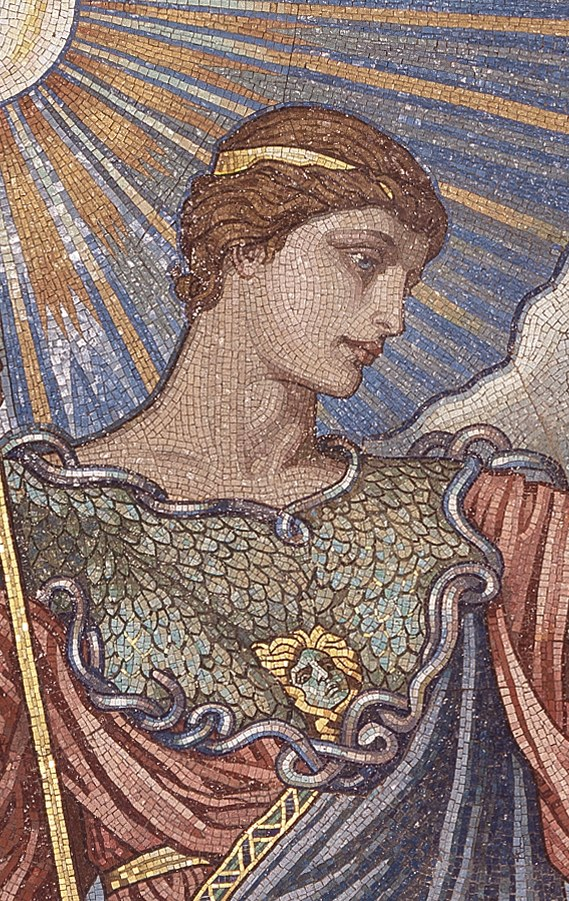
آخرین کار مربوط به ، موزاییک الیهو ودر ، ۱۸۹۶.
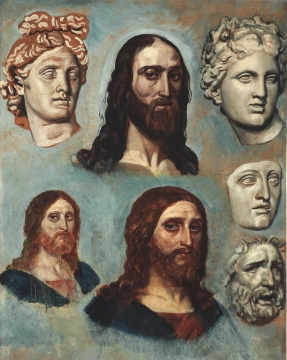
الکساندر آندریویچ ایوانف ، مطالعه سر مسیح.